# 吳泳食
吳泳食（오영식，當時的TVB新聞譯作吳泳錫；1967年2月28日—）是大韩民国的政治人物、前學生運動領袖，俗稱「386世代」的其中一位代表人物。他本貫在羅州，在首爾出生，生活於東大門區的徽慶洞，畢業於高麗大學。1988年時曾任高麗大學學生會會長及全國大學生代表者協議會第二屆議長，並因此而被當時的全斗煥軍政府拘捕。畢業後他投入政界，獲選為第16、第17及19屆的韓國國會議員。2018年2月獲任命為第8任韓國鐵道公社社長，但10個月後的12月因為KTX高速鐵路江陵站出軌意外及其他一連串事故，在位只有10個月而被問責而下台。

## 學歷
- 1978年：首爾徽慶初等學校（朝鲜语：서울휘경초등학교）畢業
- 1981年：徽慶中學校（朝鲜语：휘경중학교）畢業
- 1985年：養正高等學校（朝鲜语：양정고등학교 (서울)）畢業
- 1993年：高麗大學法律學學士
- 2001年：高麗大學經營（市場學）大學院金融經濟碩士

## 經歷
- 1988年：出任高麗大學總學生會（朝鲜语：고려대학교 총학생회）會長。
- 1988年：以高麗大總學生會會長之職出任全國大學生代表者協議會（朝鲜语：전국대학생대표자협의회）的第二屆會長。
- 2003年3月至2003年10月：以新千年民主黨比例代表成員的身份成為了韓國國會第16屆國會議員[3]
- 2004年5月至2008年5月：代表從新千年民主黨分裂出來的統合民主黨於首爾江北區甲選區競逐第17屆韓國國會議員席位成功。
- 2008年至2012年：在同選區競逐第18屆韓國國會議員席位失敗。
- 2012年5月至2016年5月：在同選區代表共同民主黨競逐第19屆韓國國會議員席位成功。
  - 2013年2月至2015年2月期間出任新政治民主聯合首爾特別市團委員長
  - 2015年：成為新政治民主聯合的最高委員。其後新政治民主聯合改組成為共同民主黨。
- 2018年2月至2018年12月：出任第8任韓國鐵道公社社長，然後因為一連串列車事故而被問責下台[1]。

## 外部連結
- . 在大韓民國憲政會網站的連結 （韩语）.
- .   [2023-02-09]. （原始内容存档于2020-03-02） （韩语）.
- 吳泳食的X（前Twitter）
- 吳泳食的Facebook專頁

| 議會席位      | 議會席位                                              | 議會席位      |
| ------------- | ----------------------------------------------------- | ------------- |
| 前任： 金元吉 | 韓國國會首爾江北區議員甲 2004年5月30日－2008年5月29日 | 繼任： 鄭亮碩 |
| 前任： 鄭亮碩 | 韓國國會首爾江北區議員甲 2012年5月30日－2020年5月29日 | 繼任： 現任   |